# Plochingen
Plochingen je město v Německu. Nachází se ve spolkové zemi Bádensko-Württembersko, 20 km jihovýchodně od Stuttgartu.
V roce 2012 zde žilo 13 543 obyvatel. Udržuje přátelské vztahy s českým městem Svitavy.

## Partnerská města
- Landskrona, Švédsko (1971)
- Oroszlány, Maďarsko (2010)
- Zwettl, Rakousko (1996)